# Văleni (Vaslui)
Văleni é uma comuna romena localizada no distrito de Vaslui, na região de Moldávia. A comuna possui uma área de 38.84 km² e sua população era de 4715 habitantes segundo o censo de 2007.